# حكومة بوعبيد الأولى
حكومة بوعبيد الأولى هي الحكومة السادسة عشرة للمغرب منذ استقلاله عام 1955. تشكلت بتاريخ 27 مارس 1979 بظهير رقم 1.79.77 وانتهت في 5 ماي 1981.

## التركيبة[1]
| الصورة | المنصب                                                        | الإسم               | الحزب                 |
| ------ | ------------------------------------------------------------- | ------------------- | --------------------- |
|        | الوزير الأول ووزير العدل                                      | محمد المعطي بوعبيد  |                       |
|        | وزير الدولة المكلف بالشؤون الخارجية والتعاون                  | محمد بوستة          | حزب الإستقلال         |
|        | وزير الدولة المكلف بالبريد والمواصلات السلكية واللاسلكية      | المحجوبي أحرضان     | الحركة الشعبية        |
|        | وزير الدولة للشؤون الثقافية                                   | امحمد باحنيني       |                       |
|        | وزير التجهيز والإنعاش الوطني                                  | محمد الدويري        | حزب الإستقلال         |
|        | وزير الأوقاف والشؤون الإسلامية                                | أحمد رمزي           |                       |
|        | الوزير المكلف بالعلاقات مع البرلمان                           | محمد حدو الشيكر     |                       |
|        | وزير الفلاحة والإصلاح الزراعي                                 | عبد اللطيف الغساسي  | التجمع الوطني للأحرار |
|        | وزير الداخلية                                                 | إدريس البصري        |                       |
|        | وزير المالية                                                  | عبد الكامل الرغاي   | التجمع الوطني للأحرار |
|        | وزير التربية الوطنية وتكوين الأطر                             | عز الدين العراقي    | حزب الإستقلال         |
|        | وزير الشغل والتكوين المهني                                    | محمد أرسلان الجديدي | التجمع الوطني للأحرار |
|        | وزير الشباب والرياضة                                          | عبد الحفيظ القادري  | حزب الإستقلال         |
|        | وزير الشؤون الاجتماعية والصناعة التقليدية                     | عبد الله غرنيط      | التجمع الوطني للأحرار |
|        | وزير السكنى وإعداد التراب الوطني                              | عباس الفاسي         | حزب الإستقلال         |
|        | وزير الشؤون الإدارية                                          | المنصوري بنعلي      |                       |
|        | وزير النقل                                                    | محند ناصر           |                       |
|        | وزير الصحة العمومية                                           | رحال الرحالي        |                       |
|        | وزير الطاقة والمعادن                                          | موسى السعدي         | التجمع الوطني للأحرار |
|        | وزير التجارة والصناعة                                         | عز الدين جسوس       | التجمع الوطني للأحرار |
|        | وزير السياحة                                                  | عبد السلام زنيند    | التجمع الوطني للأحرار |
|        | وزير الاعلام                                                  | عبد الواحد بلقزيز   |                       |
|        | الوزير المنتدب لدى الوزير الأول                               | عبد اللطيف الجواهري |                       |
|        | كاتب الدولة لدى الوزير الأول المكلف بالتخطيط والتنمية الجهوية | الطيب بن الشيخ      | التجمع الوطني للأحرار |
|        | كاتب الدولة للشؤون الخارجية                                   | عبد الرحمن بادو     | حزب الإستقلال         |
|        | كاتب الدولة لشؤون التعليم العالي والبحث العلمي                | سعيد بن البشير      |                       |
|        | كاتب الدولة المكلف بتكوين الأطر                               | عبد الحق التازي     | حزب الإستقلال         |
|        | كاتب الدولة لدى الوزير الأول المكلف بالشؤون الصحراوية         | خليهن ولد الرشيد    | التجمع الوطني للأحرار |